# Абу-Раба
Абу-Раба́ — дрібний скелястий острів в Червоному морі в архіпелазі Дахлак, належить Еритреї, адміністративно відноситься до району Дахлак регіону Семіен-Кей-Бахрі.

## Географія
Розташований за 14 км на північний захід від острова Гад-Ху. Має видовжену з північного сходу на південний захід форму. Довжина 290 м, ширина до 80 м. Острів облямований кораловими рифами.